# Metropolitano de Istambul

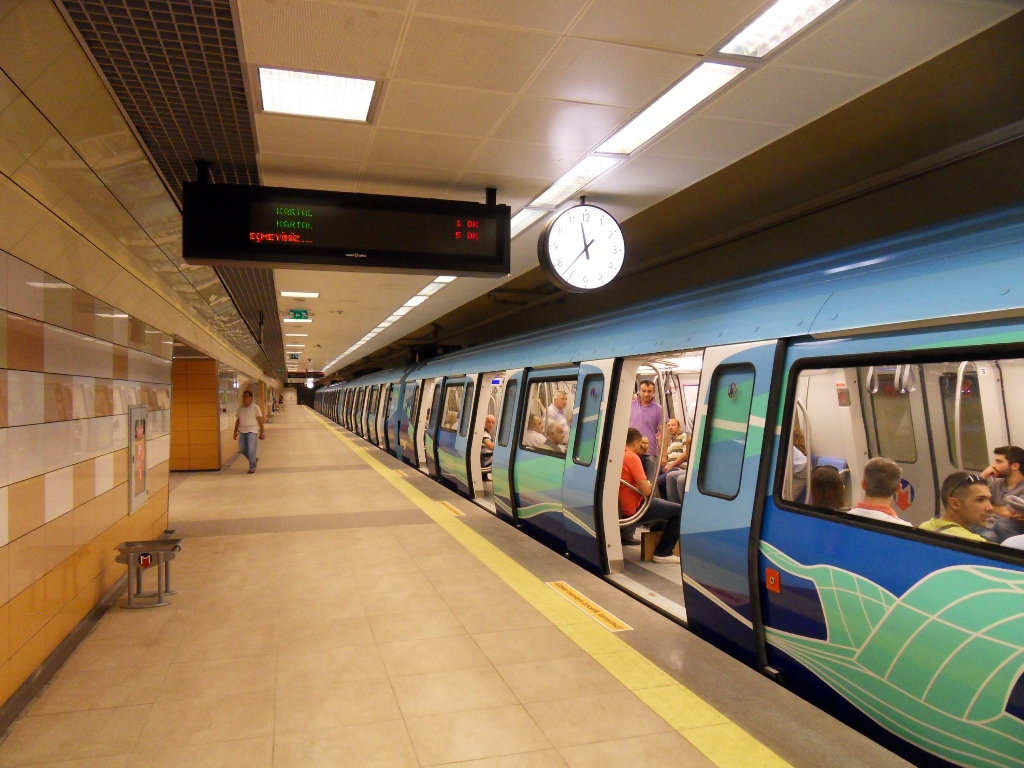
Estação de Yenisahra

O Metrô (português brasileiro) ou Metropolitano (português europeu) de Istambul, Turquia, foi iniciado em 1992, tendo a primeira fase sido concluída em 2000. A primeira linha entre Praça Taksim e 4o Levent entrou em serviço em 16 de setembro de 2000. Esta linha tem atualmente (2010) 8,5 km de comprimento e tem 10 estações. Todas as estações têm um aspecto semelhante, mas são em cores diferentes. Os comboios são de construção francesa, constituídos por quatro carros. A frequência média de passagem é 4 minutos em horas de ponta e 6 a 15 minutos noutros períodos. O número médio diário de passageiros 130 000. Uma viagem ao longo de toda a linha leva 12 minutos. A totalidade das linhas foi construído pelo método cortar-e-cobrir  para resistir um terremoto de até 9,0 na escala de Richter.

## Estações
De norte para sul:
- Atatürk Oto Sanayi
- İTÜ - Ayazağa
- Sanayi Mahallesi
- 4. Levent
- Levent
- Gayrettepe
- Şişli - Mecidiyeköy
- Osmanbey
- Taksim
- Şişhane

## Linhas em construção
Prevê-se que a extensão para norte esteja concluída em finais de 2010. O prolongamento a sul envolve uma ponte sobre o Bósforo e um túnel sob a cidade velha; prevê-se timidamente que esteja concluída em 2013. Em Yenikapı, o metrô ligará o metrô ligeiro que serve o Aeroporto Atatürk com o Metropolitano de Istambul e com o Marmaray, a futura linha ferroviária que conectará as zonas europeia e asiática através de um túnel sob o Bósforo.
Em 2012, uma nova linha de 22 km foi construída, conectando Kadıköy a Kartal no lado asiático. A sua abertura está prevista para 2012.

## Linhas de metrô
| Linha  | Rota                                     | Aberto | Comprimento | Estações |
| ------ | ---------------------------------------- | ------ | ----------- | -------- |
|        | Yenikapı ↔ Atatürk Airport / Kirazlı     | 1989   | 26.8 km     | 23       |
|        | Yenikapı ↔ Hacıosman                     | 2000   | 23.5 km     | 16       |
|        | Bakırköy-Sahil ↔ Kayaşehir Merkez        | 2013   | 26.7 km     | 19       |
|        | Kadıköy ↔ Sabiha Gökçen Airport          | 2012   | 33.5 km     | 23       |
|        | Üsküdar ↔ Samandıra Merkez               | 2017   | 26.5 km     | 20       |
|        | Levent ↔ Boğaziçi Üniversitesi/Hisarüstü | 2015   | 3.3 km      | 4        |
|        | Yıldız ↔ Mahmutbey                       | 2020   | 20 km       | 17       |
|        | Bostancı ↔ Parseller                     | 2023   | 14.2 km     | 13       |
|        | Olimpiyat ↔ Ataköy                       | 2021   | 17.2 km     | 14       |
|        | Gayrettepe ↔ Arnavutköy Hastane          | 2023   | 51.5 km     | 10       |
| Total: | Total:                                   | Total: | 243.2 km    | 159      |